# Circle (filme)
Circle é um filme no estilo thriller psicológico escrito e dirigido por Aaron Hann e Mario Miscione, em 2015. O elenco incluiu Carter Jenkins, Lawrence Kao, Allegra Masters, Michael Nardelli, Julie Benz, Mercy Malick, Lisa Pelikan e Cesar Garcia. O enredo foi inspirado no clássico de 1957 12 Homens e uma Sentença e foi rodado em 2014. Sua estreia se deu no Festival Internacional de Cinema de Seattle em 28 de maio de 2015, antes de ser lançado como video-on-demand em 16 de outubro de 2015. Na produção, cinquenta pessoas desacordadas em uma sala escura, despertam com um barulho para descobrir que um deles será morto a ada dois minutos ou quando eles deixarem as suas posições fixas. Quando percebem que podem decidir qual pessoa vai ser selecionada para morrer, blocos de interesses surgem com base em seus próprios valores pessoais.

## Elenco
- Allegra Masters como a mulher grávida
- Aimee McKay como Beth
- Ashley Key como a garota adolescente
- Autumn Federici como mulher #4
- Bill Lewis o homem mais velho
- Brent Stiefel como o homem jovem
- Cameron Connerty como o garoto jovem
- Carter Jenkins como o colegial
- Cesar Garcia como o homem tatuado
- Coley Mustafa Speaks como o homem afro-americano
- Daniel Lench como o cara rico
- Daniel Yelsky como Shaun
- David Reivers como Bruce
- David Saucedo como o hispânico
- Demaris Saucedo ocmo a mulher mais velha #2
- Emilio Rossal como o homem #3
- Fay DeWitt como a velha mulher
- Floyd Foster Jr como o velho #2
- Gloria M. Sandoval como a mulher estrangeira
- Han Nah Kim como a garota asiática
- Howard S. Miller como velho mentiroso Howard
- Jacquelyn Houston como a médica afro-americana
- Jamie Lee Redmon como uma das garotas adolescentes
- Jay Hawkins como o homem em pânico
- John Edward Lee como o contador
- Jordi Vilasuso como o soldado
- Julie Benz como a esposa
- Kaiwi Lyman-Mersereau como o homem barbudo
- Kevin Sheridan como o homem #1
- Kurt Long como Deacon
- Lawrence Kao como a criança asiática
- Leandra Terrazzano como a mulher #2
- Lisa Pelikan como a sobrevivente de câncer
- Marc Cedric Smith como o piloto
- Marisol Ramirez como a mulher #1
- Matt Corboy como o marido
- Mercy Malick como a lésbica
- Michael DiBacco como o policial
- Michael McLafferty como o advogado
- Michael Nardelli como Eric
- Molly Jackson como a garotinha Katie
- Muneer Katchi como o homem silencioso que nunca votava
- Nasrin Mohammedi como a mulher muçulmana
- Rebecca Rivera como a tradutora
- Rene Heger como o ateu
- Rory Uphold como a mulher #3
- Sara Sanderson como a bela garota acusada de ser atriz pornô
- Shane Spalione como o homem #2
- Vijaya Kumari como a mulher quieta
- Zachary Rukavina como o homem de um braço

## Produção
O script foi inspirado no renomado clássico 12 Homens e Uma Sentença. Seu produtor Michael Nardelli, que já era fã dos diretores da série The Vault, se envolveu com a obra depois que recebeu o texto e a pré-produção levou três anos. Nardelli disse ter ficado impressionado pela habilidade de o script abranger assuntos políticos, sociais, éticos e psicológicos. Comparando com Cube, ele declarou que Circle promovia mais respostas ao mesmo tempo em que dava mais do que um final definitivo. A escolha de alguns dos personagem foi genérica, enquanto outros mais específicos; mas a intenção era sempre ter uma seção transversal ampla. Os roteiristas-diretores não pretendiam que nenhum personagem fosse completamente vilão, embora muitos deles defendessem opiniões ou pontos de vista tidos como intolerantes. Hann e Miscione queriam abordar questões atuais e favorecer a presença do antagonismo, cinicamente multifacetado.
. As gravações começaram em fevereiro de 2014 e duraram duas semanas. Todas as cenas foram planejadas cuidadosamente antes da filmagem e os diretores tentaram estar mais preparados possível, mas, de qualquer forma, ainda enfrentaram problemas, pois todos os atores tinham que estar disponíveis para cada filmagem. Nardelli comentou que os extremos psicológicos experimentados pelo elenco chegaram a dificultar o relaxamento após cada rodada de gravação.